# تخریب میراث فرهنگی توسط داعش

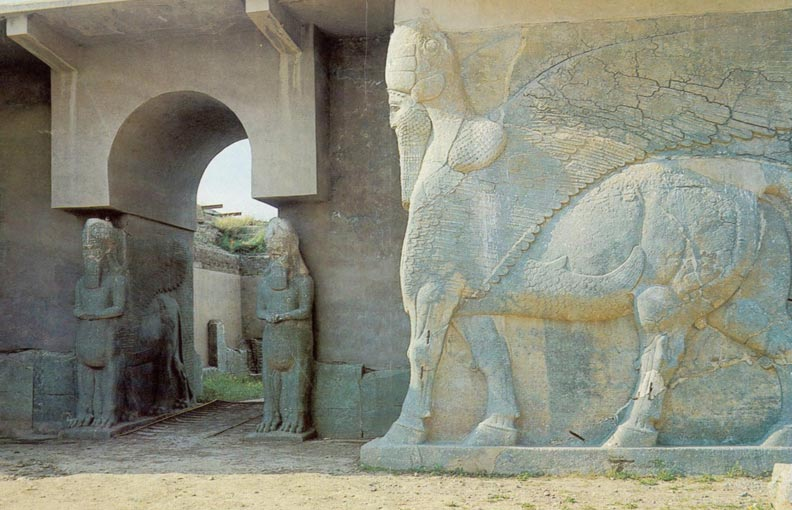
آثار تاریخی به جا مانده از تمدن بابل

تخریب میراث فرهنگی به سلسله تخریب‌هایی می‌پردازد که توسط گروه تروریستی داعش در عراق و سوریه از سال ۲۰۱۴ صورت گرفته‌است.

## ویران کردن مقبره یونس نبی در شهر موصل
داعش در ماه ژوئیه ۲۰۱۴، مقبره یونس نبی را در شهر موصل عراق به‌طور کامل منفجر و ویران کرد.

## ویران کردن آثار تاریخی موزه نینوا شهر موصل
داعش روز ۲۶ فوریه ۲۰۱۵ (۷ اسفند ۱۳۹۳) ویدئویی را منتشر کرد که در آن چگونگی تخریب تندیس‌های تاریخی در موزه نینوا در شهر موصل به تصویر کشیده شد. اعضایی از داعش با تیشه و چکش و با پرت کردن آثار تاریخی از بلندی، این تندیس‌های ارزشمند را شکسته و ویران کردند. در بخشی از ویدئو تابلوهایی که برای معرفی آثار تاریخی، در کنار تندیس‌ها، نصب شده بود به نمایش گذاشته می‌شود که بر اساس این تابلوها برخی از تندیس‌ها و آثار متعلق به قرن هشتم پیش از میلاد است. باستانشناسان و متخصصان، موزه نینوا در موصل را از مهم‌ترین موزه‌های جهان می‌دانند که هزاران اثر ارزشمند را در خود جای داده‌است.

## ویران کردن شهر باستانی نمرود
داعش در ۶ مارس ۲۰۱۵ آثار باستانی شهر تاریخی نمرود (متعلق به امپراتوری آشور) در شمال عراق را تخریب کرد. وزارت جهانگردی و آثار باستانی عراق اعلام کرد گروه داعش برای تخریب آثار باستانی این شهر از بولدوزر و ابزار آلات سنگین استفاده کرده‌است. شهر تاریخی نمرود که نگین تمدن آشوری شناخته شده‌است در قرن ۱۳ پیش از میلاد مسیح و در حاشیه رود دجله حدود ۳۰ کیلومتری جنوب شرق موصل بنیان گذاشته شد. باستان شناسان و کارشناسان میراث باستانی، این انهدام را یک فاجعه خوانده و آن را با منفجر کردن تندیس‌های بودا توسط گروه طالبان در استان بامیان افغانستان قابل مقایسه دانستند. سازمان یونسکو، تخریب شهر نمرود را جنایت جنگی خواند.

## ویران کردن شهر باستانی هترا
داعش در شانزدهم اسفند ۱۳۹۳ (۷ مارس ۲۰۱۵) به شهر باستانی هترا متعلق به دوران اشکانیان یورش برد و بخش زیادی از آن ویران کرد. این اقدام داعش با خشم باستان شناسان مواجه شد.

## ویران کردن آثار باستانی پالمیرا
همزمان با تصرف پالمیرا در مه ۲۰۱۵ توسط داعش، ابولیث سعودی، فرمانده عملیات «داعش» در شهر باستانی پالمیرا در شبکه رادیویی «الوان اف‌ام» در سوریه دربارهٔ آینده این شهر گفت: «ما آن طور که بسیاری فکر می‌کنند با بولدوزر به این شهر حمله نمی‌کنیم، ما این شهر باستانی را ویران نمی‌کنیم، اما مجسمه‌های موجود در آن را که گمراهان پرستش می‌کردند، پودر خواهیم کرد.» یونسکو، سازمان آموزشی، علمی و فرهنگی سازمان ملل متحد، از این که این میراث فرهنگ جهانی به کلی نابود شود ابراز نگرانی کرده بود.
در آن زمان که این شهر به دست گروه دولت اسلامی افتاده بود تخریب بناهای تاریخی و آثار هنری و کشتار مورخان و باستان شناسان به راهبرد این گروه در جنگ با تاریخ، فرهنگ و روشنفکری تبدیل شده‌بود. اواخر ماه اوت ۲۰۱۵ رسانه‌ها از تخریب معبد تاریخی «بعل» واقع در شهر باستانی تدمر (پالمیرا) سوریه خبر داده بودند. همچنین در هفته اول اکتبر سال ۲۰۱۵ گروه دولت اسلامی «طاق نصرت» این شهر باستانی را نیز تخریب کرد. در ژوئیه ۲۰۱۵ شبه نظامیان داعش در اقدامی علیه میراث فرهنگی، شش تندیس باستانی از جمله تندیس معروف به شیر اللات را تخریب کرده بودند. عبدالکریم مدیر اداره آثار باستانی سوریه پس از این اقدام داعش اعلام کرد که این تندیس با صفحه فلزی و کیسه‌های شن پوشیده شده بود تا از آسیب احتمالی ناشی از درگیری‌های مسلحانه در امان بماند اما داعش آن را بیرون آورده و از بین برد. کارشناسان این اقدام را بزرگ‌ترین جنایت داعش علیه میراث باستانی پالمیرا عنوان کرده بودند.